# Mitteldeutscher Rundfunk
Mitteldeutscher Rundfunk (MDR) er et tysk radio- og tv-selskab med hovedsæde i Leipzig, grundlagt i 1991. MDR er medlem af ARD og sender regionalt i Sachsen, Sachsen-Anhalt og Thüringen. Firmaet har en regional tv-kanal (også via Astra 1A-satellitten) og et antal radiokanaler, heriblandt en på vendisk. Til MDR hører også et symfoniorkester, et kor og Europas eneste tv-balletkompagni. Firmaet producerer bl.a. den vesttyske kriminalserie Tatort og den østtyske ditto Polizeiruf 110 for ARD.